# أور ساسون
أور «أوري» ساسون (بالعبرية:אור "אורי" ששון; ولد في 18 أغسطس 1990) هو لاعب جودو إسرائيلي والمصنف خامساً في اللعبة عن وزن الـ100+ كغم. فاز بالميدالية البرونزية في الألعاب الأولومبية الصيفية 2016.

## إنجازاته
| السنة | البطولة                         | اللقب   | الفئة الوزنية     |
| ----- | ------------------------------- | ------- | ----------------- |
| 2016  | الألعاب الأولومبية الصيفية 2016 | برونزية | فوق 100 كيلو غرام |
| 2016  | بطولة أوروبا للجودو 2016        | فضية    | فوق 100 كيلو غرام |
| 2015  | الألعاب الأوروبية 2015          | فضية    | فوق 100 كيلو غرام |
| 2009  | دورة الألعاب مكابيه 2009        | ذهبية   | تحت 100 كليو غرام |

## روابط خارجية
- أور ساسون على موقع الفيدرالية الدولية للجودو (الإنجليزية)
- أور ساسون على موقع JudoInside.com (الإنجليزية)
- أور ساسون على موقع AllJudo.net (الفرنسية)
- أور ساسون على موقع اللجنة الأولمبية الدولية (الإنجليزية)
- أور ساسون على موقع أوليمبيديا (الإنجليزية)